# Broken Pieces
Broken Pieces – singiel fińskiej grupy muzycznej Apocalyptica promujący jej siódmy album studyjny zatytułowany 7th Symphony. Gościnnie w utworze zaśpiewała Lacey Sturm znana z występów w amerykańskim zespole Flyleaf. Piosenkę wyprodukowaną przez Howarda Bensona napisali Fiora Cutler, Guy Sigsworth oraz Eicca Toppinen. Wydawnictwo, w formie digital download ukazało się 22 października 2010 roku nakładem wytwórni muzycznej Sony Music Entertainment Germany GmbH. Do utworu powstał również teledysk, który wyreżyserowała Lisa Mann.

## Lista utworów
Opracowano na podstawie materiału źródłowego.
| Nr | Tytuł utworu                                      | Autorzy                                        | Długość |
| -- | ------------------------------------------------- | ---------------------------------------------- | ------- |
| 1. | „Broken Pieces” (feat. Lacey Mosley)              | Fiora Cutler, Guy Sigsworth, Eicca Toppinen    | 3:54    |
| 2. | „End of Me (300mph Remix)” (feat. Gavin Rossdale) | Johnny Andrews, Gavin Rossdale, Eicca Toppinen | 3:18    |
|    |                                                   |                                                | 7:12    |

| Wersja rozszerzona | Wersja rozszerzona                                | Wersja rozszerzona                             | Wersja rozszerzona |
| Nr                 | Tytuł utworu                                      | Autorzy                                        | Długość            |
| ------------------ | ------------------------------------------------- | ---------------------------------------------- | ------------------ |
| 1.                 | „Broken Pieces” (feat. Lacey Mosley)              | Fiora Cutler, Guy Sigsworth, Eicca Toppinen    | 3:54               |
| 2.                 | „End of Me (300mph Remix)” (feat. Gavin Rossdale) | Johnny Andrews, Gavin Rossdale, Eicca Toppinen | 3:18               |
| 3.                 | „Broken Pieces” (wideo)                           | Fiora Cutler, Guy Sigsworth, Eicca Toppinen    | 3:54               |
|                    |                                                   |                                                | 11:06              |

## Notowania
| Lista                              | Kraj   | Pozycja |
| ---------------------------------- | ------ | ------- |
| Lista Przebojów Programu Trzeciego | Polska | 50      |